# Greenville (Oklahoma)
Greenville est une census-designated place du comté de Love, dans l'État d'Oklahoma, aux États-Unis. En 2020, elle compte une population de 167 habitants.